# Ліса (комуна, Брашов)
Ліса (рум. Lisa) — комуна у повіті Брашов в Румунії. До складу комуни входять такі села (дані про населення за 2002 рік):
- Бряза (544 особи)
- Ліса (1008 осіб) — адміністративний центр комуни
- Пожорта (149 осіб)

Комуна розташована на відстані 173 км на північний захід від Бухареста, 59 км на захід від Брашова.

## Населення
За даними перепису населення 2002 року у комуні проживала 1701 особа.
Національний склад населення комуни:
| Національність | Кількість осіб | Відсоток |
| -------------- | -------------- | -------- |
| румуни         | 1553           | 91,3%    |
| цигани         | 145            | 8,5%     |
| угорці         | 2              | 0,1%     |
| українці       | 1              | 0,1%     |

Рідною мовою назвали:
| Мова       | Кількість осіб | Відсоток |
| ---------- | -------------- | -------- |
| румунська  | 1700           | 99,9%    |
| українська | 1              | 0,1%     |

Склад населення комуни за віросповіданням:
| Релігія       | Кількість осіб | Відсоток |
| ------------- | -------------- | -------- |
| православні   | 1655           | 97,3%    |
| адвентисти    | 31             | 1,8%     |
| п'ятдесятники | 10             | 0,6%     |
| реформати     | 2              | 0,1%     |
| лютерани      | 1              | 0,1%     |
| не релігійні  | 1              | 0,1%     |

## Зовнішні посилання
- Дані про комуну Ліса на сайті Ghidul Primăriilor [Архівовано 22 липня 2010 у Wayback Machine.]